# Dušan Dědeček
Dušan Dědeček (* 6. července 1962 Brezno) je slovenský sportovní funkcionář a trenér. Působil v Deaflympijském výboru Slovenska. Také 2. října 2022 pod vlivem alkoholu způsobil dopravní nehodu v Bratislavě.

## Životopis
V roce 1987 absolvoval studium tělesné výchovy a sportu s trenérským zaměřením na Fakultě tělesné výchovy a sportu Univerzity Komenského v Bratislavě. Působil jako atletický trenér pro neslyšící sportovce, např. jako trenér deflympioničky Ivany Krištofičové. Přes dekádu působí ve funkci generálního sekretáře Deaflympijského výboru Slovenska.
V komunálních volbách v roce 2010 kandidoval do místního zastupitelstva městské části Bratislava-Karlova Ves za koalici stran SMER – sociálna demokracia (SMER-SD), Slovenská národná strana (SNS), Strana zelených Slovenska, Svobodné fórum. V následující komunálních volbách kandidoval opětovně, za koalici stran SMER-SD, SNS, Strana zelených Slovenska a Strana moderního Slovenska. V obou případech ve volbách neuspěl.
Podle zpravodajství Televize Markízy 2. října 2022 krátce po 22:24 způsobil v Bratislavě-Starém Městě dopravní nehodu, při které zahynulo pět osob. Policejní sbor v důsledku toho zahájil trestní stíhání ve věci trestného činu usmrcení, později překvalifikován na trestný čin obecného ohrožení.Za tento trestný čin byl pravomocně odsouzen k 15 letům odnětí svobody se zařazením do věznice s minimálním stupněm střežení a současně mu byl uložen sedmiletý zákaz řízení motorových vozidel.